# Vošče
Vošče este o localitate din comuna Radovljica, Slovenia, cu o populație de 43 de locuitori.